# Luigi Cito Filomarino
Luigi Francesco Maria Eugenio Andrea Gennaro Michele Ciro Lupo Liutingardo Gaspero Baldassarre Melchiorre Clotildo Cito Filomarino, Principe di Bitetto, Nobile dei principi di Rocca d'Aspro, Patrizio napoletano (Fiesole, 3 giugno 1861 – Roma, 20 giugno 1931), è stato un militare e politico italiano.

## Biografia
Discendente da un'antica famiglia di origine ungherese, figlio di Michele Cito Filomarino e della tedesca Maria Embden Heine, ammesso all'Accademia navale nel 1874, si imbarca per la prima volta sulla corazzata Vittorio Emanuele nel luglio 1875. Durante la guerra ha comandato i dipartimenti marittimi di La Spezia e di Venezia e dell'alto Adriatico. Per due volte aiutante di campo di Sua Maestà il Re dopo il conflitto, lasciato il servizio attivo, è capo divisione al Ministero della marina, membro del Consiglio superiore di marina, vicepresidente e presidente della Lega navale.